# Alexandre Pothey

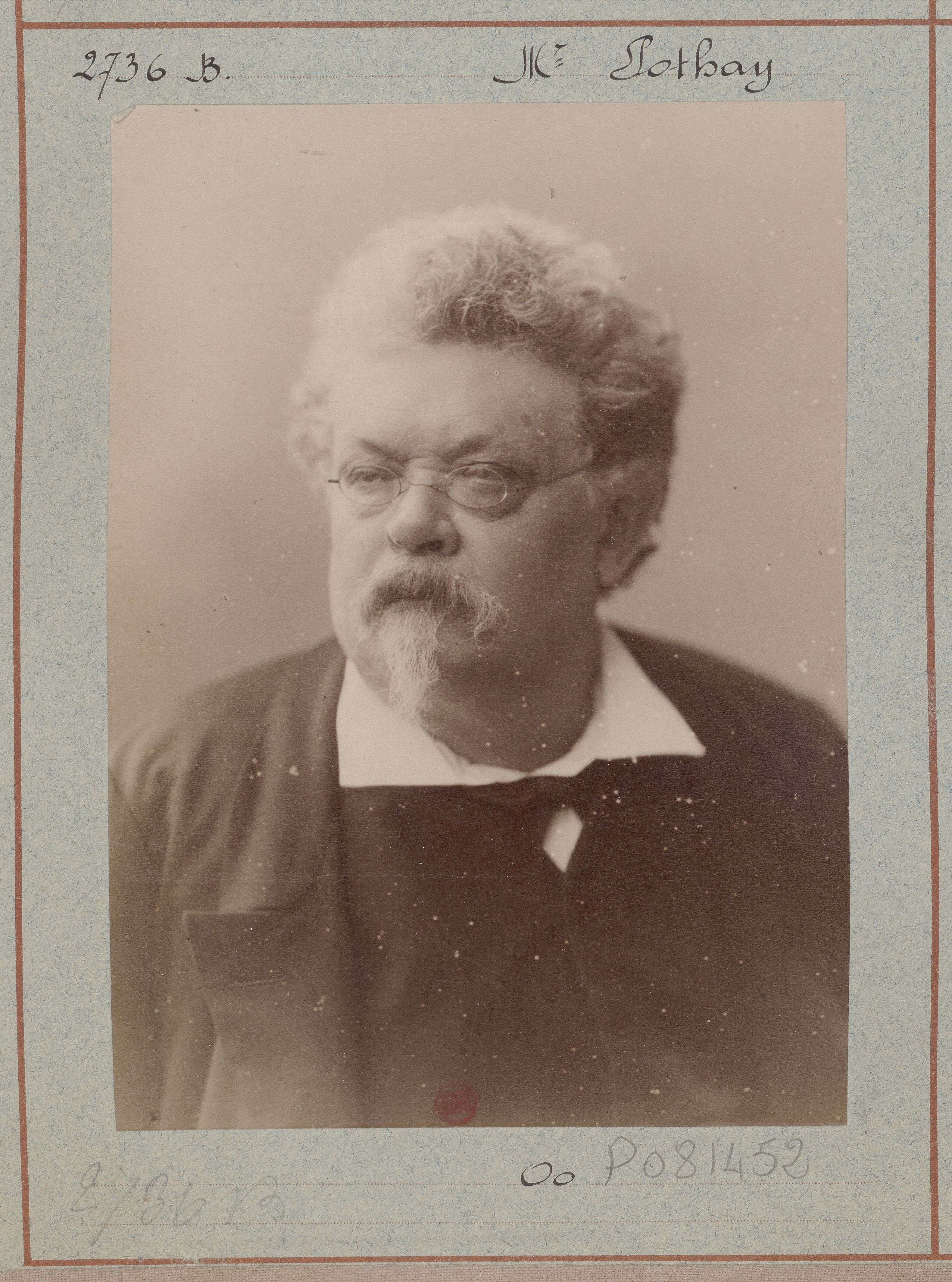
Atelier Nadar: Alexandre Pothey

Alexandre Pothey (* 27. Juni 1820 in Lure, Haute-Saône; † 1897, Ort unbekannt) war ein französischer Schriftsteller, Journalist und Illustrator.

## Leben
Alexandre Pothey wurde 1820 in Lure geboren. Er arbeitete als Homme de lettres und wirkte unter anderem als Journalist für die Zeitungen Paris-Journal, Le Gaulois und Le Voltaire. Er verfasste Pamphlete und Satiren im Kontext des Zweiten Kaiserreichs und der Pariser Kommune. Im Laufe seiner Karriere erschienen mehrere seiner Werke bei den Pariser Verlagen Paul Daffis und Marpon & Flammarion. Alexandre Pothey starb im Jahr 1897.

## Werk

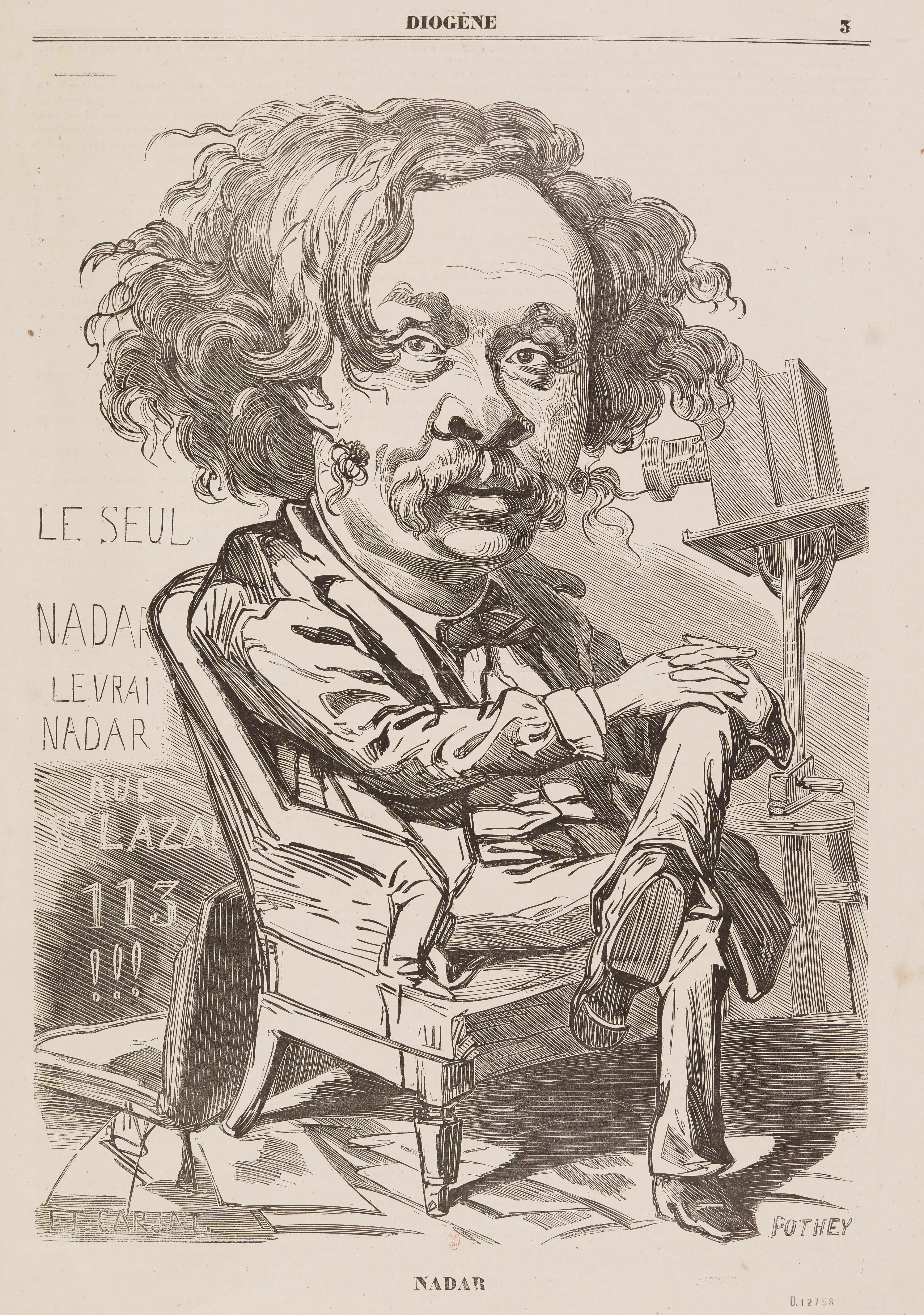
Félix Tournachon, genannt Nadar, Karikatur von Étienne Carjat in Diogène Nr. 17, 30. November 1856. Holzschnitt von Alexandre Pothey (1820–1897).

Sein bekanntestes Werk ist das 1870 bei Paul Daffis erschienene Pamphlet La Muette, das unter anderem von Honoré Daumier, Henry Monnier und Bin illustriert wurde. Es enthält 23 Schwarz-Weiß-Abbildungen und einen politisch-satirischen Inhalt, der sich gegen die Polizei Napoléon III. zur Zeit der Commune richtet. 1883 erschien die Sammlung La Muette, quarante contes nouveaux bei Marpon & Flammarion. Sie umfasst die ursprüngliche Erzählung La Muette sowie 40 neue Kurzgeschichten, illustriert von P. Kaufmann. Eines der Werke förderte Kritik an zeitgenössischen Zuständen. Weitere Werke sind Le capitaine Régnier; types civils et militaires (ca. 1880, Marpon & Flammarion), ebenfalls mit Illustrationen von Kaufmann, in denen er satirische Charakterbilder aus Militär- und Zivilleben zeichnet. Bereits 1867/68 schrieb Alexandre Pothey Beiträge über Pariser Salons, u. a. Art à Paris en 1867 und Les Salons, dessins autographes: Exposition des beaux-arts, Paris 1868. Auch über einige  der Pariser Impressionisten-Ausstellungen wurde von ihm berichtet.